# Ivana I. Kastilijska
Ivana I. Kastilijska (španj. Juana I de Castilla) (Toledo, 6. studenog 1479. – Tordesillas, 12. travnja 1555.), kastiljska kraljica. U povijesti je poznata i kao Ivana Luda, zbog svoje opsesivne ljubavi prema svom suprugu, Filipu Lijepom, zbog čega je na kraju izgubila razum.
Prvo je bila infanta od Kastilije i Aragona, zatim nadvojvotkinja od Austrije, vojvotkinja od Burgundije i Brebanta i grofica od Flandrije. Nakon smrti majke, kraljice Izabele I. Kastilijske, postala je 1504. i kraljica Kastilije i Leona, Galicije, Granade, Seville, Murcije, Gibraltara i Kanarskih otoka kao i Zapadnih Indija (1504. – 1555.) i Aragona, Navare, Napulja i Sicilije (1516. – 1555.), pored drugih titula kao što su kneginja od Barcelone i gospodarica od Vizcaye. Sve te titule naslijedila je od svojih roditelja, Izabele I. Kastilijske, i Ferdinanda II. Aragonskog, i time je ujedinila Španjolsku pod jednom krunom počev od 16. siječnja 1516. godine. Iako je proglašena mentalno nesposobnom za vladanje i zatvorena u dvorcu Tordesillasu, formalno će vladati zajedno sa svojim sinom, Karlom I. do svoje smrti, 1555. godine.

## Djeca
Iz braka s Filipom, Ivana je izrodila šestero djece, od kojih su sve šestero postali kraljevi i kraljice:
- Karlo I. Španjolski, španjolski kralj i car Svetog Rimskog Carstva
- Ferdinand I.,austrijski nadvojvoda i car Svetog Rimskog Carstva
- Leonora Habsburška, kraljica Portugala i Francuske,
- Izabela Habsburška, kraljica Danske i kasnije Kalmarske unije,
- Marija Habsburška, kraljica Ugarske
- Katarina Habsburška, kraljica Portugala.

## Galerija
- Ivana Kastiljska oko 1496.
- Troje najstarije djece Ivane Kastiljske: Karlo, Leonora i Izabela

## Vanjske poveznice
- Johanna I. die Wahnsinnige, genealogie-mittelalter.de
- Johanna die Wahnsinnige, FemBiographie
- Johanna die Wahnsinnige GEO Epoche (Audiofile)